# Kjell Landström
Pour les articles homonymes, voir Landström.
Kjell Landström (né le 5 mars 1952) est un joueur professionnel suédois de hockey sur glace.

## Biographie

### Carrière en club
Il commence sa carrière en senior avec le Skellefteå AIK en 1975.

## Statistiques

### En club
| Saison    | Équipe         | Ligue      |    | Saison régulière | Saison régulière | Saison régulière | Saison régulière | Saison régulière |   | Séries éliminatoires | Séries éliminatoires | Séries éliminatoires | Séries éliminatoires | Séries éliminatoires |
| Saison    | Équipe         | Ligue      | PJ | B                | A                | Pts              | Pun              | PJ               | B | A                    | Pts                  | Pun                  |                      |                      |
| 1975-1976 | Skellefteå AIK | Elitserien | 36 | 15               | 19               | 34               | 20               | -                | - | -                    | -                    | -                    |                      |                      |
| 1976-1977 | Skellefteå AIK | Elitserien | 28 | 3                | 8                | 11               | 12               | -                | - | -                    | -                    | -                    |                      |                      |
| 1979-1980 | Luleå HF       | Division 1 | 24 | 12               | 27               | 39               | 14               | -                | - | -                    | -                    | -                    |                      |                      |
| 1980-1981 | Luleå HF       | Division 1 | 24 | 12               | 27               | 39               | 14               | -                | - | -                    | -                    | -                    |                      |                      |
| 1981-1982 | Luleå HF       | Division 1 | 18 | 7                | 10               | 17               | 21               | -                | - | -                    | -                    | -                    |                      |                      |